# Mergenthaler Linotype Company
De Mergenthaler Linotype Company werd gesticht in 1886 in de Verenigde Staten om Ottmar Mergenthalers uitvinding, de Linotype regelzet- en drukmachine, op de markt te brengen. Het bedrijf werd marktleider als fabrikant van zetmachines voor boek- en krantendrukkerijen. Buiten de Verenigde Staten was de enige serieuze concurrent voor boekdrukmachines de Amerikaans-Engelse Monotype Corporation.
De uitvinding voor een machine die het arbeidsintensieve handzetten kon vervangen was in de 19e eeuw een uitdaging geweest voor uitvinders.
Het probleem zat hem niet zozeer in het samenvoegen van de letters, maar het retourneren van elke letter naar zijn magazijn. Mergenthaler loste dit op door nokjes aan te brengen op de letterstaafjes volgens een bepaalde code.
De matrijzen werden op de regel geplaatst, waarna een gesmolten loodlegering alle matrijzen vulde en een hele regel ineens werd gegoten. Daarna werden de lege matrijzen weer langs een "lezer" gehaald, die aan de hand van de code van de nokjes de positie van het lettermagazijn kon bepalen en daar de matrijs weer deponeerde.
Een ander probleem dat Mergenthaler oploste, was het "uitvullen" van tekst op de regels. Handzetters bereikten dit door letterwit aan te brengen tussen elk woord, zodat elke regel even lang werd. Mergenthaler bedacht de "space band", een onderdeel dat bestond uit twee losse wigjes. Zodra een regel ingegeven werd, krompen de wigjes naar elkaar, zodat spaties groter werden. De "space bands" werden in een aparte locatie van het magazijn bewaard.

## Linotype GmbH
Het Duitse filiaal Linotype GmbH werd de grootste door de samenwerking met lettergieterij D. Stempel AG (dat geleidelijk aan werd overgenomen), en zegevierde door veel van de 20e-eeuwse populaire lettertypen waaronder Optima en Palatino.
Zoals zo vele bedrijven in de drukwerkindustrie ondervond ook deze zware tijden na de Tweede Wereldoorlog, waarin de drukwereld twee belangrijke revoluties onderging; eerst het fotozetten en daarna digitaal.
Het huidige Linotype GmbH is nu dochteronderneming van voormalig rivaal Monotype Imaging Inc. en tot augustus 2006 een dochteronderneming van de drukmachinefabrikant Heidelberger Druckmaschinen AG. De hedendaagse bezittingen van Linotype bestaan uit een uitgebreide collectie letterontwerpen en handelsmerken die indertijd zijn aangekocht, en waarvan het bedrijf vandaag de dag profiteert in haar digitale varianten.
De collectie bestaat uit populaire lettertypen zoals Palatino, Optima, Frutiger, Helvetica, Univers, maar ook andere hoogwaardige lettertypen als Compatil en Avenir. Linotype brengt nog steeds lettertypen uit van bekende en nieuwe ontwerpers.
Linotype heeft ook FontExplorer X voor Apple Mac OS X uitgebracht, een gewaardeerd "Font management" programma, waarmee lettertypen kunnen worden opgezocht, bekeken en aangeschaft.